# Tyszyca (obwód rówieński)
Tyszyca (ukr. Тишиця, Tyszycia) – wieś na Ukrainie, w obwodzie rówieńskim, w rejonie rówieńskim, w hromadzie Bereźne. W 2001 liczyła 1654 mieszkańców, spośród których 1651 wskazało jako ojczysty język ukraiński, a 3 białoruski.
W okresie międzywojennym wieś znajdowała się w granicach II RP, wchodząc w skład gminy Bereźne w powiecie kostopolskim, w województwie wołyńskim.